# Оксибутират натрію
Гідроксибутират натрію (лат. Natrium oxybutyricum, також оксибат натрію) — лікарський засіб, натрієва сіль γ-гідроксимасляної кислоти.
Застосовується в неврології, а також анестезіології та офтальмології. У силу своїх властивостей використовується також у рекреаційних цілях.

## Властивості та отримання
Оксибутират натрію є натрієвою сіллю γ-оксимасляної кислоти, яка, у свою чергу, за хімічною будовою та фармакологічними властивостями близька до γ-аміномасляної кислоти (ГАМК).
За фізичними властивостями: білий або білий із слабким жовтуватим відтінком гігроскопічний кристалічний порошок із слабким специфічним запахом. Легко розчинний у воді, розчинний у спирті.
Отримують лужним гідролізом гамма-бутіролактону.

## Історія
Вперше гамма-оксимасляна кислота (ГОМК) була виділена в 1874 російським хіміком-органіком Олександром Зайцевим. Методика синтезу була опублікована 1929 р. Ця речовина не викликала у дослідників особливого інтересу, поки А. А. Лаборі не зайнявся вивченням його біологічної ролі. Лаборі виявив, що гамма-оксимасляній кислоті властива низка ефектів, не характерних для гамма-аміномасляної кислоти (ГАМК). Протягом багатьох років проводилися інтенсивні дослідження гамма-оксимасляної кислоти.

## Фармакологія
Активує обмінні процеси у тканинах мозку, серця, сітківці ока, підвищує їх стійкість до гіпоксії. Покращує скорочувальну здатність міокарда, мікроциркуляцію, клубочкову фільтрацію (стабілізує функцію нирок в умовах крововтрати). 
За даними довідника М. Д. Машковського, оксибутират натрію має елементи ноотропної активності; характерною є його виражена антигіпоксична дія; він підвищує стійкість організму, у тому числі тканин мозку, серця, а також сітківки ока до кисневої недостатності. Препарат має седативну та центральну міорелаксантну дію, у великих дозах викликає сон та стан наркозу. Анальгетичного впливу не надає, але посилює дію анальгезуючих, і навіть наркотичних засобів. Характеризується також протишоковою дією.
На відміну від аміналону (ГАМК), оксибутират натрію легко проникає через гематоенцефалічний бар'єр у ЦНС.

## Медичне використання
У світовій практиці оксибутират натрію використовується насамперед у неврології. У цей препарат схвалений FDA на лікування надмірної денної сонливості, що пов*язана з нарколепсією. FDA, МОЗ Канади, Європейське агентство лікарських засобів та Швейцарське агентство терапевтичних продуктів також схвалили застосування оксибутирату натрію в лікуванні катаплексії, пов'язаної з нарколепсією. Американська академія медицини сну рекомендує оксибутират натрію для лікування катаплексії, денної сонливості та порушень сну через нарколепсію. Є також єдиним дозволеним Всесвітнім антидопінговим агентством засобом нарколепсії.
У США вважається орфанним препаратом, вивчення якого як ліків від нарколепсії почалося в 1994 з ініціативи відповідного підрозділу FDA. До цього препарати ГОПБ продавалися як біодобавки, але в 1990 році були заборонені FDA через летальні випадки при немедичному використанні.
Американський виробник препарату компанія Jazz Pharmaceuticals в 2010 році завершила клінічні дослідження оксибутирату натрію як ліків від фіброміалгії, проте FDA відхилила заявку компанії.
Ведуться дослідження ефективності препарату в боротьбі з хворобою Паркінсона, синдромом хронічної втоми, шизофренією, психогенним переїданням, тремором та іншими розладами руху, не пов'язаними з паркінсонізмом, хронічними кластерними головними болями.
В Італії використовується для лікування алкогольного абстинентного синдрому та залежності.
У російській практиці, крім цього, вважається, що оксибутират натрію застосовують у хворих з невротичними та неврозоподібними станами, при інтоксикаціях та травматичних ушкодженнях ЦНС; є деякі дані про ефективність оксибутирату натрію при невралгії трійчастого нерва.
На пострадянському просторі існує практика застосування оксибутирату натрію як ненаркотичного засобу для наркозу при непорожнинних малотравматичних операціях зі збереженням спонтанного дихання, а також для вступного та базисного наркозу в хірургії, акушерстві та гінекології, особливо у хворих, які перебувають у стані гіпоксії; у дитячій хірургії; при проведенні наркозу в осіб похилого віку.
Крім того, в офтальмологічній практиці застосовують оксибутират натрію у хворих з первинною відкритокутовою глаукомою (поряд зі специфічною терапією) для активації окислювальних процесів у сітківці та покращення у зв'язку з цим зору.

## Побічна дія
Вважається, що натрію оксибутират добре переноситься пацієнтами. В американських клінічних дослідженнях пацієнти найчастіше повідомляли про такі побічні ефекти, як нудота, запаморочення, біль голови, блювання, сонливість і нетримання сечі. Деякі пацієнти також зазнали втрати ваги — від помірної до суттєвої. Це може бути пов'язано з тим, що вони змінили структуру сну, збільшилися фази глибокого сну, що призвело до зміни метаболізму. Крім цього, багато хто відзначав зниження апетиту в денний час.
Як серйозні побічні дії відзначалися галюцинації, занепокоєння, сплутана свідомість, патологічне мислення, порушення сну, депресія .
Під час застосування препарату в США з 2002 по березень 2008 року приблизно з 26 тисяч пацієнтів, які приймали оксибутират натрію, лише 10 стали ним зловживати, четверо впали в залежність, вісім зіткнулися з синдромом відміни (у тому числі троє залежних). У двох випадках було підтверджено, що застосування препарату сприяло згвалтуванню (в обох випадках жінки приймали препарат усвідомлено). З 21 смерті пацієнтів одна була пов'язана з оксибутиратом, три випадки належать до ДТП за участю пацієнтів-водіїв .
У 2011 році фармацевтична компанія Jazz Pharmaceuticals отримала від FDA попередження у зв'язку з порушеннями при обробці даних про серйозні побічні дії препарату.
Вважається також, що препарат протипоказаний при гіпокаліємії, міастенії, обережність потрібна при токсикозах вагітних з гіпертензивним синдромом та при призначенні препарату людям, робота яких потребує швидкої фізичної та психічної реакції. У США оксибутират натрію по відношенню до призначення вагітним відноситься до категорії C за класифікацією FDA («ризик не виключений»), оскільки докладних досліджень цього питання з людьми не проводилося, а випробування на тваринах показали можливі проблеми у плода.

## Немедичне використання

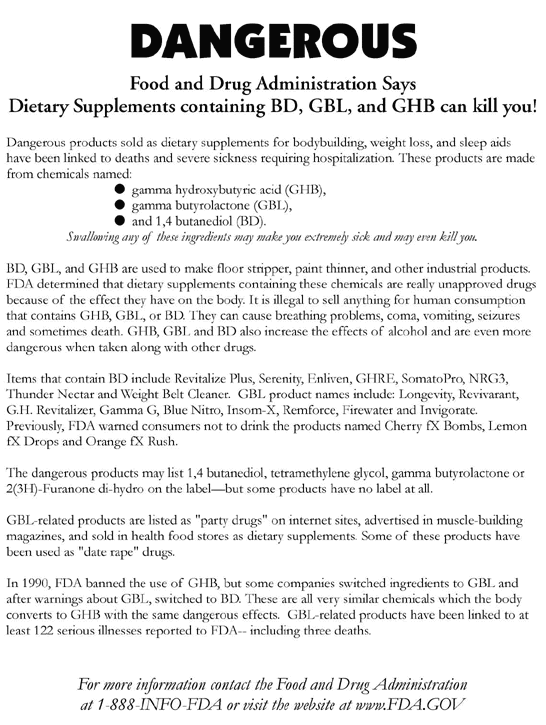
Попередження FDA про небезпеку харчових добавок, які містять ГОМК. Відомство зазначає, що заборонило виробництво таких препаратів у 1990 році.

Гамма-оксимасляна кислота — депресант, що використовується як психоактивна речовина. Оксибутират натрію поряд з оксибутиратом калію є його поширеною в рекреаційному використанні формою.
Наслідки вживання препарату порівнюються з ефектами алкоголю і MDMA (ейфорія, розгальмування, підвищена чутливість, емпатогенні стани), у великих дозах ГОМК може викликати нудоту, запаморочення, сонливість, психомоторне збудження, розлади зору, утруднене дихання, амнезію, несвідомий стан і смерть. Смертельні випадки зазвичай пов'язані із поєднанням речовини з алкоголем чи іншими депресантами. Зокрема, можлива смерть через блювання у стані глибокого сну. Ефекти від вживання тривають зазвичай від півтори до трьох годин.
У малих дозах використовується як стимулюючий засіб відвідувачами нічних клубів .
Оксибутират натрію вважається препаратом, який використовується насильниками для впливу на жертву. Він дуже солоний, проте не має кольору та запаху, чим і користуються зловмисники, які додають препарат у напої.
Деякі спортсмени застосовують оксибутират натрію, оскільки наукові дослідження показували, що гамма-оксимасляна кислота підвищує рівень гормону росту in vivo. Було показано, зокрема, як гамма-оксимасляна кислота подвоює секрецію гормону росту у здорових молодих чоловіків. У цьому процесі беруть участь мускаринові ацетилхолінові рецептори, завдяки чому ефект зростання рівня гормону може бути блокований пірензепіном.

## Правовий статус
Поряд з іншими солями гамма-оксимасляна кислота включена до списку психотропних речовин (список IV), обіг яких в Україні обмежений.